# Єспер Кюд
Єспер Якобсон Кюд (дан. Jesper Jakobson Kyd ; рід. 3 лютого 1972 року (Херсхольм, Данія)) - композитор, переважно пише музику для комп'ютерних ігор: Hitman, Borderlands, Kane & Lynch: Dead Men та Assassin's Creed.

## Початок кар'єри
Композитор Єспер Кюд починав з написання трекерної музики для європейської демосцени з 1986 по 1992 рік. Його музика супроводжувала демки, написані для Commodore 64 та Amiga.
Він був музикантом у данському підрозділі демогрупи Silents. Ця група мала підрозділи також і в інших країнах. До речі, шведський підрозділ Silents заснував компанію Digital Illusions, яка розробила Battlefield 1942, а серія ігор Max Payne була створена фінським підрозділом Silents.
Потім Silents почали співпрацювати із групою Crionics і почали створювати ігри. Першою грою була Subterrania, яку вони продали компанії Sega. Після цього всі члени групи відправились у Бостон (США), де почали співпрацювати з компанією Scavenger. Згодом Silents вирушили у Голлівуд, але там молоді люди не знайшли роботу і вирішили повернутися у Копенгаген, де заснували компанію IO Interactive.
Єспер залишився у США та вирішив заснувати компанію з виробництва музики та звуку для ігор, фільмів і телепередач. Перший свій саундтрек до гри Єспер записав у 19 років, після чого створення музики стало основним заняттям у його житті. У 1998 році заснував власну студію звукозапису (Nano Studios), що знаходиться в Мангеттені.
Єспер Кюд спеціалізується на електронній та оркестровій музиці. Композитор працював з такими компаніями, як Activision, BioWare, Eidos, Electronic Arts, Konami, Майкрософт, Sega, Shiny Entertainment, Take 2, Treyarch, Plarium та Ubisoft.
Коли в Єспера з'являється вільний час, він грає в ігри. Найбільше його цікавлять ігри з хорошим сюжетом і просунутим штучним інтелектом, а також цікавлять ігри, в яких при проходженні потрібно напружувати мозок. Єспер віддає перевагу іграм, таким як Call of Duty, GTA: Vice City, Mafia і Freedom Fighters.

## Доробок Єспера
Кюд написав музику для понад 20 ігор. З цих ігор він віддає перевагу таким іграм, як Hitman: Codename 47, Hitman 2: Silent Assassin, Hitman: Contracts, Hitman: Blood Money, Freedom Fighters, Brute Force, MDK2 : Armageddon, Minority Report і Messiah.
Коли митець тільки починав писати музику, він надихався такими виконавцями, як Вангеліс, Жан-Мішель Жарр та Майк Олдфілд . Також він слухає виконавців: Джеррі Голдсміта, Рахманінова та Стравінського.
Оскільки розробники з компанії IO Interactive були старими друзями Кюда, вони показали йому свою першу гру — Hitman: Codename 47. Унікальна атмосфера гри вразила Єспера опрацьованим геймплеєм та чудовою графікою. Через це він погодився написати саундтрек. Кожна наступна частина гри мала також вдалі, як і оригінал, якості. Сюжет кожної частини серії є неповторним, унаслідок чого ми маємо чотири абсолютно неповторні і не схожі один на одного саундтреки. Наприклад, саундтрек до другої частини записувався спільно з Будапештським симфонічним оркестром та диригентом Белою Драхошем, а саундтрек до Hitman: Contracts був повністю електронним.
- 2022 - Warhammer 40,000: Darktide
- 2020 - Assassin's Creed Valhalla (спільно з Сарою Шахнер і Ейнаром Селвіком ) [1]
- 2019 - Borderlands 3
- 2018 - State of Decay 2
- 2018 - Warhammer: Vermintide 2 [2]
- 2017 - Battle Chasers: Nightwar
- 2017 - MU Legend
- 2016 - Robinson: The Journey [3]
- 2015 - Warhammer: End Times - Vermintide
- 2014 - Sparta: War of Empires
- 2014 - Borderlands: The Pre-Sequel
- 2013 - Soldiers Inc.
- 2013 - State of Decay
- 2012 - Borderlands 2
- 2012 - Darksiders II
- 2012 - Heroes and Generals
- 2011 - Forza Motorsport 4
- 2011 - Assassin's Creed: Revelations (спільно з Лорном Белфом)
- 2010 - Assassin's Creed: Brotherhood
- 2009 - Assassin's Creed II
- 2009 - Borderlands
- 2008 - The Chronicles of Spellborn
- 2008 - The Club
- 2007 - Assassin's Creed
- 2007 - Unreal Tournament 3
- 2007 - Kane & Lynch: Dead Men
- 2006 - Hitman: Blood Money
- 2006 - Gears of War (концептуальна музика)
- 2005 - Splinter Cell: Chaos Theory
- 2004 - Dance Dance Revolution ULTRAMIX 2 (пісні .59 -remix-, Istanbul café, і Red Room)
- 2004 - Robotech: Invasion
- 2004 - Hitman: Contracts
- 2004 - McFarlane's Evil Prophecy
- 2003 - Freedom Fighters
- 2003 - Brute Force
- 2002 - Hitman 2: Silent Assassin
- 2002 - Minority Report: Everybody Runs
- 2001 - Shattered Galaxy
- 2001 - The Nations: Alien Nations 2
- 2000 - Hitman: Codename 47
- 2000 - Messiah
- 2000 - MDK2
- 1999 - Time Tremors
- 1996 - Scorcher
- 1996 - Amok
- 1995 - Adventures of Batman and Robin
- 1994 - Red Zone
- 1993 - Sub-Terrania
- 1993 - AWS Pro Moves Soccer
- 1989 - USS John Young